# نخل زومبيا
نخل زومبيا (الاسم العلمي: Zombia)، نوع من النخيل أحادي الطراز من فصيلة النخلية.
يستوطن جزيرة هيسبانيولا في جزر الأنتيل الكبرى. يوجد عادًة في المناطق الجافة والجبلية في شمال وجنوب هايتي والشمال الغربي من جمهورية الدومينيكان.